# Morpho laertes
Morpho laertes är en fjärilsart som beskrevs av Dru Drury 1782. Morpho laertes ingår i släktet Morpho och familjen praktfjärilar. Inga underarter finns listade i Catalogue of Life.